# Jossimar Pemberton
Jossimar Jesús Pemberton Segura (Cieneguita, Limón, Costa Rica, 21 de abril de 1993) es un futbolista costarricense que juega como interior derecho en Club Sport Cartagines de la Primera División de Costa Rica.

## Trayectoria

### Limón F. C.
Jossimar Pemberton debutó en la Primera División con el equipo de Limón el 11 de septiembre de 2013, por la séptima jornada del Campeonato de Invierno ante Carmelita en el Estadio Morera Soto. El jugador sustituyó a Mayron George en los últimos veintitrés minutos de la victoria a domicilio por 2-3.
Convirtió su primer gol el 13 de abril de 2014, en la vigésima fecha del Campeonato de Verano que permitió abrir la cuenta de anotaciones para el triunfo por 3-0 sobre Uruguay de Coronado. Su equipo salvó la categoría el 23 de abril al empatar 1-1 contra el Puntarenas.
Durante el Campeonato de Invierno 2015, Pemberton destacó con desequilibrio y goles e hizo una dupla ofensiva con Erick Scott, lo que atrajo el interés de clubes como el Deportivo Saprissa y Alajuelense en adquirirlo para alguna de sus plantillas. Con su equipo accedió a las semifinales de la campaña.

### L. D. Alajuelense
El cuadro Alajuelense fue quien tomó ventaja en las negociaciones con Limón para el posible fichaje de Pemberton al equipo. Inicialmente, la dirigencia limonense solicitó un monto aproximado a los cincuenta mil dólares por su ficha, dinero que los rojinegros no estaban dispuestos a pagar. Pese a esto, las conversaciones siguieron y Alajuelense ofreció otro monto para llevarse al futbolista, que lo terminó ratificando el 12 de enero de 2016, mediante su firma que lo vinculó por tres temporadas. Se estrenó como liguista el 16 de enero por la primera jornada del Campeonato de Verano ante el Uruguay de Coronado. Pemberton entró de cambio al minuto 60' por Osvaldo Rodríguez en la derrota de visita por 1-0. El 24 de enero marcó su primer gol de la campaña sobre Liberia que significó el triunfo por 1-2. En este torneo alcanzó trece participaciones y concretó dos tantos. Su equipo se conformó con el subcampeonato al perder la final contra Herediano.

### Santos de Guápiles
El 6 de junio de 2016, se oficializó la salida de Pemberton hacia el Santos de Guápiles en condición de préstamo, para jugar el Campeonato de Invierno. Debutó como santista el 17 de julio como titular por 66 minutos del empate sin anotaciones contra Alajuelense. En este torneo obtuvo dieciséis presencias y no logró marcar goles. El Santos anunció la salida de ocho futbolistas el 18 de diciembre, en los que se incluyó a Pemberton.

### L. D. Alajuelense
A partir de enero de 2017, Pemberton regresó a Alajuelense tras su préstamo en Santos. Su única participación se dio el 14 de enero en el empate 2-2 contra Limón.

### Municipal Liberia
El 1 de febrero de 2017, casi al cierre del mercado de fichajes, Jossimar se incorporó a Liberia para jugar el Campeonato de Verano a préstamo. Debutó el 5 de febrero actuando los últimos veintiocho minutos del empate ante Carmelita. El 5 de marzo convirtió su primer gol sobre Alajuelense en el Estadio Morera Soto. Festejó su anotación con lágrimas y la afición manuda lo premió con aplausos, como un reconocimiento a su esfuerzo. Concluyó la campaña con tres presencias y consiguió tres goles. Regresó al club dueño de su ficha una vez finalizado el préstamo. Sin embargo, el 4 de mayo de 2017, se anunció la salida de Pemberton de Alajuelense, junto a Steve Garita y Francisco Rodríguez ya que no entraban en los planes del estratega Benito Floro. Ante esto, el 5 de junio se oficializó la firma de Pemberton por un año con Liberia, llegando como agente libre.
A principios de 2018 se retiró temporalmente del fútbol debido a problemas de falta de pago y acarrear una situación con la pensión. Su momento difícil se complicó además con el fallecimiento de su padre mientras que tuvo que buscar alternativas nuevas de trabajo, hasta encontrar una opción en la venta de repuestos de vehículos de su suegro en Limón.

### C. S. Cartaginés
El 5 de junio de 2018, Pemberton regresó al fútbol y fue presentado como nuevo jugador del Cartaginés. Debutó con la camiseta blanquiazul en el inicio del Torneo de Apertura como titular ante Carmelita (2-2). Se estrenó con cuatro goles en tres fechas consecutivas, sobre los rivales de Limón (victoria 3-0), Alajuelense (marcando doblete en la derrota 2-3), y Guadalupe (1-1). Pemberton llegó a convertirse transitoriamente en el goleador del torneo. Su aporte al final de la campaña fue de nueve anotaciones en diecinueve apariciones.
El 30 de abril de 2019, tras el cierre del Torneo de Clausura, el cuadro brumoso anunció la salida de Pemberton junto a otros cinco futbolistas.

### Limón F. C.
El 13 de junio de 2019, el jugador volvió al conjunto de Limón para afrontar el Torneo de Apertura. En esta competencia obtuvo diecinueve partidos completados y convirtió tres tantos.

### A. D. San Carlos
El 2 de diciembre de 2019, Jossimar firmó el contrato por un año con San Carlos. Recibió poca oportunidad de mostrarse en el Torneo de Clausura 2020, al alcanzar solo ocho participaciones.

### Guadalupe F. C.
El 13 de julio de 2020, se hace oficial su contratación en el equipo de Guadalupe. Se estrenó en el Torneo de Apertura el 15 de agosto siendo titular por 71 minutos de la igualada 2-2 contra el Santos de Guápiles. Para esta campaña, Pemberton jugó todos los dieciséis compromisos de la etapa regular, hizo cuatro goles y puso dos asistencias.
Jugó en diecinueve encuentros del Torneo de Clausura 2021, en los que concretó cuatro goles. El 28 de junio, el club anuncia la salida de Pemberton a préstamo.

### Deportivo Saprissa
El 28 de junio de 2021, el Deportivo Saprissa se hace con los servicios de Pemberton por seis meses en calidad de cedido por Guadalupe. Debutó con la camiseta morada el 30 de julio por la segunda jornada del Torneo de Apertura, donde enfrentó a Pérez Zeledón en el Estadio Municipal. Jossimar entró de cambio al minuto 58' por Christian Bolaños con la dorsal «7», y en sus primeras acciones logró asistir a Jimmy Marín para el primer gol del juego, que al final concluyó en victoria por 0-3. El 28 de agosto marcó su primer gol de la campaña sobre Alajuelense (4-2), mediante un potente remate al minuto 85' para remontar el resultado adverso que presentaba su equipo. El 1 de diciembre convirtió el gol definitivo del 3-0 de su equipo en la semifinal de ida contra Herediano. El 20 de diciembre se anunció su salida del equipo tras obtener el subcampeonato, volviendo al conjunto de Guadalupe dueño de su ficha. Pemberton alcanzó veintidós participaciones, hizo dos goles y puso una asistencia.

## Estadísticas

### Clubes
Actualizado al último partido jugado el 19 de diciembre de 2021.
| Limón F. C. Costa Rica |               |               |     |    |   |   |   |    |     |    |
| 1.ª | 2013-14       | 16            | 1   | 0  | 0 | — | — | 16 | 1   |    |
| 1.ª | 2014-15       | 35            | 7   | 1  | 0 | — | — | 36 | 7   |    |
| 1.ª | 2015          | 23            | 4   | 0  | 0 | — | — | 23 | 4   |    |
| Total club | Total club    | 74            | 12  | 1  | 0 | — | — | 75 | 12  |    |
| L. D. Alajuelense Costa Rica |               |               |     |    |   |   |   |    |     |    |
| 1.ª | 2016          | 13            | 2   | —  | — | — | — | 13 | 2   |    |
| Total club | Total club    | 13            | 2   | —  | — | — | — | 13 | 2   |    |
| Santos de Guápiles Costa Rica |               |               |     |    |   |   |   |    |     |    |
| 1.ª | 2016          | 16            | 0   | —  | — | — | — | 16 | 0   |    |
| Total club | Total club    | 16            | 0   | —  | — | — | — | 16 | 0   |    |
| L. D. Alajuelense Costa Rica |               |               |     |    |   |   |   |    |     |    |
| 1.ª | 2017          | 1             | 0   | —  | — | — | — | 1  | 0   |    |
| Total club | Total club    | 1             | 0   | —  | — | — | — | 1  | 0   |    |
| Municipal Liberia Costa Rica |               |               |     |    |   |   |   |    |     |    |
| 1.ª | 2017          | 12            | 3   | —  | — | — | — | 12 | 3   |    |
| 1.ª | 2017-18       | 19            | 3   | —  | — | — | — | 19 | 3   |    |
| Total club | Total club    | 31            | 6   | —  | — | — | — | 31 | 6   |    |
| C. S. Cartaginés Costa Rica |               |               |     |    |   |   |   |    |     |    |
| 1.ª | 2018-19       | 32            | 9   | —  | — | — | — | 32 | 9   |    |
| Total club | Total club    | 32            | 9   | —  | — | — | — | 32 | 9   |    |
| Limón F. C. Costa Rica |               |               |     |    |   |   |   |    |     |    |
| 1.ª | 2019          | 19            | 3   | —  | — | — | — | 19 | 3   |    |
| Total club | Total club    | 19            | 3   | —  | — | — | — | 19 | 3   |    |
| A. D. San Carlos Costa Rica |               |               |     |    |   |   |   |    |     |    |
| 1.ª | 2020          | 8             | 0   | —  | — | 0 | 0 | 8  | 0   |    |
| Total club | Total club    | 8             | 0   | —  | — | 0 | 0 | 8  | 0   |    |
| Guadalupe F. C. Costa Rica |               |               |     |    |   |   |   |    |     |    |
| 1.ª | 2020-21       | 35            | 8   | —  | — | — | — | 35 | 8   |    |
| Total club | Total club    | 35            | 8   | —  | — | — | — | 35 | 8   |    |
| Deportivo Saprissa Costa Rica |               |               |     |    |   |   |   |    |     |    |
| 1.ª | 2021-22       | 22            | 2   | 1  | 0 | 1 | 0 | 24 | 2   |    |
| Total club | Total club    | 22            | 2   | 1  | 0 | 1 | 0 | 24 | 2   |    |
| Total carrera | Total carrera | Total carrera | 251 | 42 | 2 | 0 | 1 | 0  | 254 | 42 |
| (1) Incluye datos del Torneo de Copa (2013-15) / Supercopa de Costa Rica (2021). (2) Incluye datos de la Liga de Campeones de la Concacaf (2020) / Liga Concacaf (2021). (3) No incluye goles en partidos amistosos. |               |               |     |    |   |   |   |    |     |    |

## Palmarés

### Títulos nacionales
| Título                  | Club               | País       | Año  |
| ----------------------- | ------------------ | ---------- | ---- |
| Supercopa de Costa Rica | Deportivo Saprissa | Costa Rica | 2021 |